# Twilight of the Thunder God
Twilight of the Thunder God – siódmy studyjny album szwedzkiego zespołu metalowego Amon Amarth. Muzyka na nim zawarta to melodyjna odmiana death metalu z charakterystycznym dla grupy podniosłym klimatem. Tytuł płyty nawiązuje do zagłady bogów według mitologii nordyckiej, inaczej Ragnarök. Tematyka utworów, oprócz wspomnianego Ragnaröku, dotyczy walki, braterstwa i lojalności. Na albumie pojawiło się trzech gości: Roope Latvala (Children Of Bodom), LG Petrov (Entombed) i Apocalyptica. Album zebrał bardzo dobre recenzje, został również wybrany w kilku magazynach albumem miesiąca, m.in. w RockHard (Niemcy), Metal Hammer (Niemcy), Heavy (Niemcy), Legacy (Niemcy), Kerrang (Anglia), Rock Hard (Włochy), Slam (Austria), Rock Hard (Francja). Również polski magazyn HardRocker w numerze ósmym (listopad 2008) wybrał Twilight of the Thunder God albumem miesiąca.

## Lista utworów
1. Twilight of the Thunder God - 4:09
2. Free Will Sacrifice - 4:09
3. Guardians Of Asgaard - 4:23
4. Where Is Your God? - 3:11
5. Varyags Of Miklagaard - 4:18
6. Tattered Banners And Bloody Flags - 4:30
7. No Fear For The Setting Sun - 3:52
8. The Hero - 4:02
9. Live For The Kill - 4:10
10. Embrace Of The Endless Ocean - 6:44

## Twórcy
- Johan Hegg - śpiew
- Ted Lundström - gitara basowa
- Olavi Mikkonen - gitara
- Fredrik Andersson - perkusja
- Johan Söderberg - gitara

### Goście
Roope Latvala - solo gitarowe w utworze "Twilight of the Thunder God"
LG Petrov - śpiew w utworze "Guardians Of Asgaard"
Apocalyptica - wiolonczele w utworze "Live For The Kill"

## Informacje o albumie
Twilight of the Thunder God został nagrany w Fascination Street Studios (Örebro). Za inżynierie, mixy, mastering i produkcje odpowiada Jens Bogren dla Northern Music. Autorem okładki zdobiącej płytę jest Tom Thiel.

## Wydania
Album został wydany w kilku wersjach:
- podstawowej zawierającej jedno CD
- winylowej z dwiema płytami winylowymi oraz plakatem
- limitowanej z dwiema płytami CD (pierwsza to podstawowy krążek studyjny, druga to zapis koncertu z Summer Breeze, który odbył się w 2007 roku) oraz z DVD będącego zapisem wizualnym tego samego koncertu
- "bubblehead" zawierającego oprócz dwóch CD i DVD plakat, komiks, oraz figurki członków zespołu

## Pozycje na listach
| Lista  | Kraj    | Pozycja |
| ------ | ------- | ------- |
| Top 60 | Szwecja | 11      |